# Dendrobium primulardii
Dendrobium primulardii là một loài thực vật có hoa trong họ Lan. Loài này được Horridge mô tả khoa học đầu tiên năm 1916.